# 長體頜光魚
長體頜光魚（学名：Ichthyococcus elongatus）为輻鰭魚綱巨口鱼目光器鱼科的其中一種。分布於北太平洋溫帶海域，屬深海魚類，棲息深度100-500公尺，體長可達13公分。

## 扩展阅读
維基物種上的相關：長體頜光魚